# Haloperidol
El haloperidol es un fármaco antipsicótico típico con acción farmacológica de tipo neuroléptico que forma parte de las butirofenonas. Se trata de uno de los primeros medicamentos que se usaron en el siglo XX para el tratamiento de la esquizofrenia y de otras enfermedades mentales.

## Historia
El haloperidol fue descubierto en 1958 por Paul Janssen. Se sintetizó a partir de la petidina (meperidina) en los laboratorios belgas de Janssen Pharmaceutica y ese mismo año se puso a prueba para el primero de los ensayos clínicos en Bélgica.

## Mecanismo de acción
Es un antagonista de los receptores dopaminérgicos D2 mesolímbicos y mesocorticales, la dopamina además de aumentar su actividad en trastornos psicóticos, involucra la vía motora extrapiramidal; tardíamente se puede desarrollar por el constante bloqueo de estos receptores una hipersensibilidad que explica la discinesia tardía en tratamientos a largo plazo.

## Farmacocinética

### Vía oral
- Absorción:

Tmax, oral: de 3 a 6 horas
Biodisponibilidad oral: 60%
- Distribución:

Proteína vinculante: más del 90%
Vd: 21 L/kg
- Metabolismo:

hígado: extenso por CYP3A4 y CYP2D6
Haloperidol reducido en hidroximetabolito: activo
- Excreción:

Excreción renal 40% y en heces. 
Distancia total del cuerpo: 29,3 L / h

### Vía intramuscular
- Absorción:

Biodisponibilidad, IM: 60% a 70%
- Distribución:

Proteína vinculante: más del 90%
Vd: 9,5 a 21,7 l / kg [28] o 1260 l
- Metabolismo:

Hígado: extenso
Haloperiodol reducido en hidroximetabolito: Activo
Sustrato de CYP2D6 y CYP3A4
- Excreción:

Excreción fecal: 15%
Distancia total del cuerpo: 29.3 L / h
La vida media de eliminación: 10 a 37 horas

Dosis en adultos: 0.5-2 mg dos o tres veces al día. Esta dosis se ajusta de acuerdo a la tolerancia del paciente y la respuesta terapéutica. 
La respuesta al tratamiento puede tardar de 2-4 semanas y hasta 6 meses para tener una respuesta óptima. 
Referencias: 
Brunton LL, Chabner BA, Knollmann BC. Goodman & Gilman. Las bases Farmacológicas de la Terapéutica. 13a ed. McGraw-Hill, 2019.

## Indicaciones
Se utiliza para tratar la esquizofrenia, estados psicóticos agudos, algunos estados de agitación psicomotriz, estados maniacos, trastorno de pánico, tartamudez y ansiedad.
Se usa en el tratamiento de la corea de Huntington, de hecho, es el neuroléptico más usado (dosis 6-9 mg/día). También puede ser utilizada en dosis bajas, en las personas de edad avanzada con síndromes demenciales asociados a agitación psicomotriz o delirios.

## Efectos secundarios
Como todos los antipsicóticos en general, presenta frecuentemente efectos secundarios adversos. Asociados al bloqueo de los receptores de dopamina presenta con cierta frecuencia extrapiramidalismo (trastornos motores como temblor en reposo, y rigidez similar al Parkinson) según dosis, que se pueden manejar con anticolinérgicos. Presenta además otros efectos motores más tardíos como acatisia (inquietud al permanecer acostado o sentado), discinesia tardía (movimientos anormales de las manos y la boca) de manejo más complicado; puede disminuir el umbral convulsivo. Produce somnolencia severa.
El síndrome neuroléptico maligno es una reacción adversa grave, con hipertermia, hipertonía muscular generalizada, alteraciones respiratorias y otras alteraciones disautonómicas que pueden llevar a la muerte al paciente.
El síndrome depresivo es frecuente observarlo cuando se utilizan dosis moderadas-altas por períodos prolongados.
Discinesia tardía: puede aparecer en pacientes que se encuentren bajo tratamiento largo plazo, o después de suspender el mismo el síndrome se caracteriza por movimientos rítmicos involuntarios de la lengua, cara, boca o mandíbula.
Otros efectos sobre el SNC: se han reportado ocasionalmente otros efectos incluyendo: depresión, sedación, agitación, mareo, insomnio, cefalea, confusión, vértigo, convulsiones tipo gran mal y exacerbación aparente de síntomas psicóticos.
Síntomas gastrointestinales: se han reportado náusea, vómito y pérdida del apetito así como cambios de peso.
Efectos endocrinos: los efectos hormonales de los fármacos neurolépticos antipsicóticos incluyen hiperprolactinemia, que puede causar galactorrea, ginecomastia, oligo o amenorrea.
Efectos cardiovasculares: se han reportado taquicardia e hipotensión ocasionales, prolongación del intervalo QT y arritmias ventriculares.
Varios: ha habido reportes ocasionales de disminución leve y transitoria de los eritrocitos, se han reportado raramente agranulocitosis y trombocitopenia
Se han reportado casos aislados de anormalidades del funcionamiento hepático o de hepatitis.
Excepcionalmente hay reacciones de hipersensibilidad como erupción cutánea, urticaria, y anafilaxis.
Otros efectos secundarios reportados ocasionalmente son: constipación, visión borrosa, boca seca, retención urinaria, priapismo, disfunción eréctil, edema periférico, diaforesis, salivación y pirosis, así como alteraciones en la regulación de la temperatura corporal.
Efectos sobre la habilidad en el manejo de automóvil y uso de equipo: puede presentarse cierto grado de sedación o algún trastorno en el estado de alerta.

## Contraindicaciones
Está contraindicada su administración en los siguientes casos:
Reacción alérgica o de hipersensibilidad a cualquiera de sus componentes, depresión del sistema nervioso central por alcohol o por otros fármacos depresores, enfermedad de Parkinson, lesión de los ganglios basales, en adultos mayores con demencia, en demencia con cuerpos de Lewy. El haloperidol se clasifica dentro de la categoría C de riesgo en el embarazo, y solo debe usarse durante el embarazo si los beneficios para la madre superan el posible riesgo para el feto. Las mujeres que reciben haloperidol no deben amamantar.

## Interacciones
- Imipenem: de causa desconocida, provoca caída de tensión arterial (hipotensión) al administrar imipenem por vía intravenosa. Se recomienda precaución.[8][9]
- Agentes anticolinérgicos: si se administran conjuntamente el haloperidol puede causar un aumento en la presión intraocular.
- Litio: se ha reportado la presencia de  encefalopatía aguda con la presencia de altas concentraciones de litio.
- Rifampizina: disminuye las concentraciones en plasma del haloperidol y con ello su eficacia.